# Camilla manningi
Camilla manningi är en tvåvingeart som beskrevs av Barraclough 1993. Camilla manningi ingår i släktet Camilla och familjen gnagarflugor. Inga underarter finns listade i Catalogue of Life.